# Petrus Riga
Petrus Riga (12. století? - 1209?) byl francouzský básník píšící latinsky. Byl kanovníkem v Remeši. Je autorem biblického eposu Aurora (tj. jitřenka). Jedná se o veršovaný alegorický výklad většiny biblických knih složený v elegickém distichu. Jeho dílo se hodně četlo na školách, kde bylo také komentováno.